# Leichtathletik-Weltmeisterschaften 2007/4 × 100 m der Männer
Die 4-mal-100-Meter-Staffel der Männer bei den Leichtathletik-Weltmeisterschaften 2007 wurde am 31. August und 1. September 2007 im Nagai-Stadion der japanischen Stadt Osaka ausgetragen.
Weltmeister wurden die Vereinigten Staaten in der Besetzung Darvis Patton, Wallace Spearmon, Tyson Gay (Finale) und Leroy Dixon sowie dem im Vorlauf außerdem eingesetzten Rodney Martin.
Den zweiten Platz belegte Jamaika mit Marvin Anderson (Finale), Usain Bolt (Finale), Nesta Carter und Asafa Powell sowie den im Vorlauf außerdem eingesetzten Dwight Thomas und Steve Mullings.
Bronze ging an Großbritannien (Christian Malcolm, Craig Pickering, Marlon Devonish, Mark Lewis-Francis).
Auch die nur im Vorlauf eingesetzten Läufer erhielten entsprechendes Edelmetall. Rekorde und Bestleistungen standen dagegen nur den tatsächlich laufenden Athleten zu.

## Bestehende Rekorde
| Weltrekord | 37,40 s | USA (Carl Lewis, Dennis Mitchell, Leroy Burrell, Michael Marsh) | OS 1992 in Barcelona, Spanien     | 8. August 1992  |
| Weltrekord | 37,40 s | USA (Jon Drummond, Andre Cason, Dennis Mitchell, Leroy Burrell) | WM 1993 in Stuttgart, Deutschland | 21. August 1993 |
| WM-Rekord  | 37,40 s | USA (Jon Drummond, Andre Cason, Dennis Mitchell, Leroy Burrell) | WM 1993 in Stuttgart, Deutschland | 21. August 1993 |

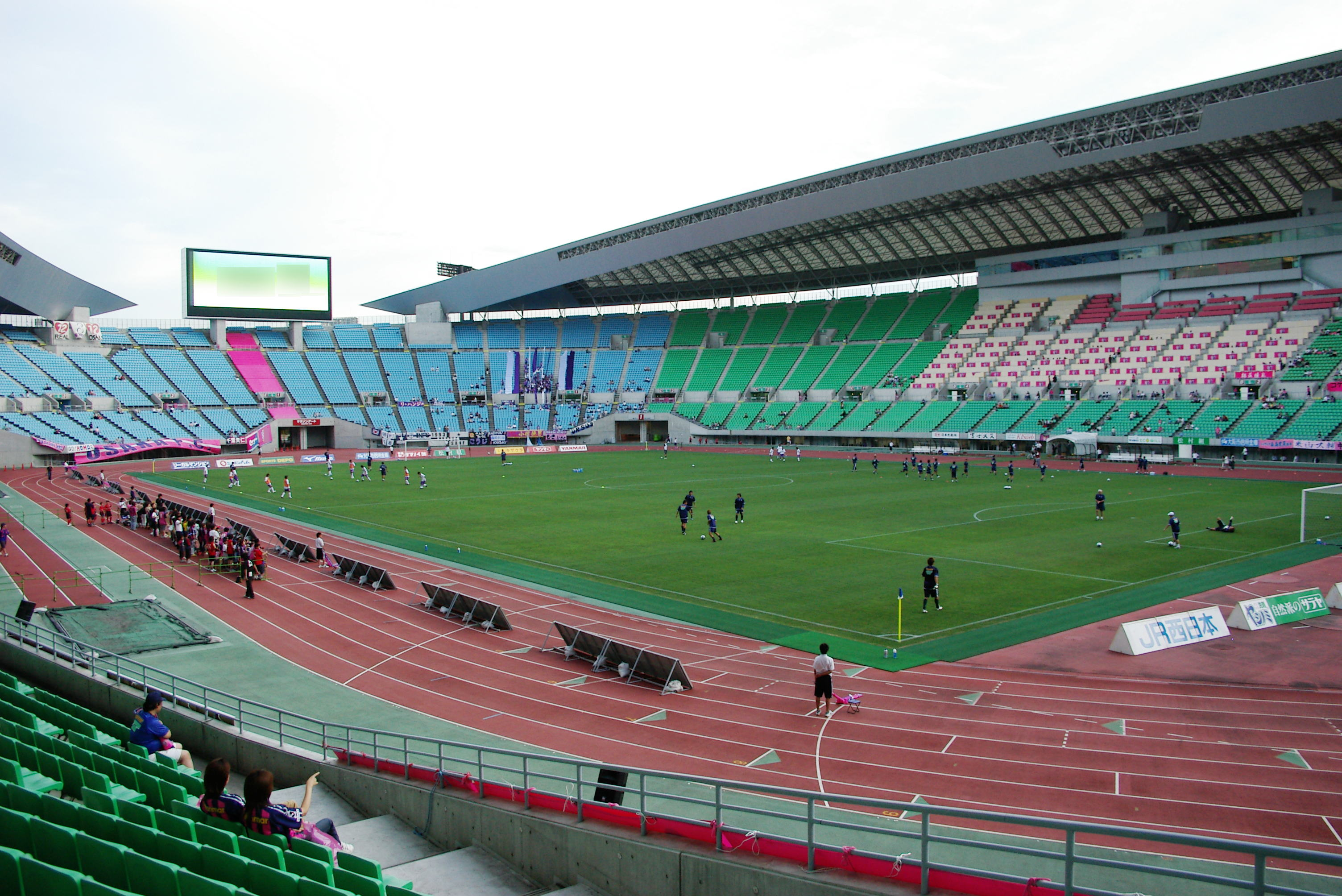
Das Nagai-Stadion in Osaka im Jahr 2004

Der bestehende WM-Rekord wurde bei diesen Weltmeisterschaften nicht eingestellt und nicht verbessert.
- Drei Staffeln stellten drei Weltjahresbestleistungen auf:
  - 38,27 s – Brasilien (Vicente de Lima, Rafael Ribeiro, Basílio de Moraes, Sandro Viana), 1. Vorlauf am 31. August
  - 38,02 s – Jamaika (Dwight Thomas, Steve Mullings, Nesta Carter, Asafa Powell), 2. Vorlauf am 31. August
  - 37,78 s – USA (Darvis Patton, Wallace Spearmon, Tyson Gay, Leroy Dixon), Finale am 1. September
- Eine Staffel stellte zwei Kontinentalrekorde auf:
  - 38,21 s – Japan (Naoki Tsukahara, Shingo Suetsugu, Shinji Takahira, Nobuharu Asahara), 2. Vorlauf am 31. August
  - 38,03 s – Japan (Naoki Tsukahara, Shingo Suetsugu, Shinji Takahira, Nobuharu Asahara), Finale am 1. September
- Eine Staffel stellte einen Landesrekord auf:
  - 37,89 s – Jamaika (Marvin Anderson, Usain Bolt, Nesta Carter, Asafa Powell), Finale am 1. September

## Vorrunde
Die Vorrunde wurde in zwei Läufen durchgeführt. Die ersten drei Staffeln pro Lauf – hellblau unterlegt – sowie die darüber hinaus zwei zeitschnellsten Teams – hellgrün unterlegt – qualifizierten sich für das Finale.

### Vorlauf 1
31. August 2007, 20:40 Uhr
| Platz | Staffel        | Besetzung                                                            | Zeit (s) |
| ----- | -------------- | -------------------------------------------------------------------- | -------- |
| 1     | Brasilien      | Vicente de Lima Rafael Ribeiro Basílio de Moraes Sandro Viana        | 38,27 WL |
| 2     | Großbritannien | Christian Malcolm Craig Pickering Marlon Devonish Mark Lewis-Francis | 38,33    |
| 3     | Polen          | Michał Bielczyk Łukasz Chyła Marcin Jędrusiński Dariusz Kuć          | 38,70    |
| 4     | Italien        | Rosario La Mastra Simone Collio Maurizio Checcucci Jacques Riparelli | 38,81    |
| 5     | Südafrika      | Christiaan Krone Leigh Julius Snyman Prinsloo Sherwin Vries          | 39,05    |
| 6     | Russland       | Alexander Wolkow Michail Jegoritschew Roman Smirnow Iwan Teplik      | 39,08    |
| 7     | Kanada         | Richard Adu-Bobie Anson Henry Jared Connaughton Neville Wright       | 39,43    |

### Vorlauf 2
31. August 2007, 20:48 Uhr
| Platz | Staffel     | Besetzung                                                                  | Zeit (s) |
| ----- | ----------- | -------------------------------------------------------------------------- | -------- |
| 1     | Jamaika     | Dwight Thomas (Vorlauf) Steve Mullings (Vorlauf) Nesta Carter Asafa Powell | 38,02 WL |
| 2     | USA         | Rodney Martin (Vorlauf) Wallace Spearmon Darvis Patton Leroy Dixon         | 38,10    |
| 3     | Japan       | Naoki Tsukahara Shingo Suetsugu Shinji Takahira Nobuharu Asahara           | 38,21 AS |
| 4     | Nigeria     | Obinna Metu Isaac Uchenna Chinedu Oriala Olusoji Fasuba                    | 38,48    |
| 5     | Deutschland | Ronny Ostwald Tobias Unger Alexander Kosenkow Julian Reus                  | 38,56    |
| 6     | Australien  | Matthew Shirvington Adam Miller Tim Williams Aaron Rouge-Serret            | 38,73    |

## Finale

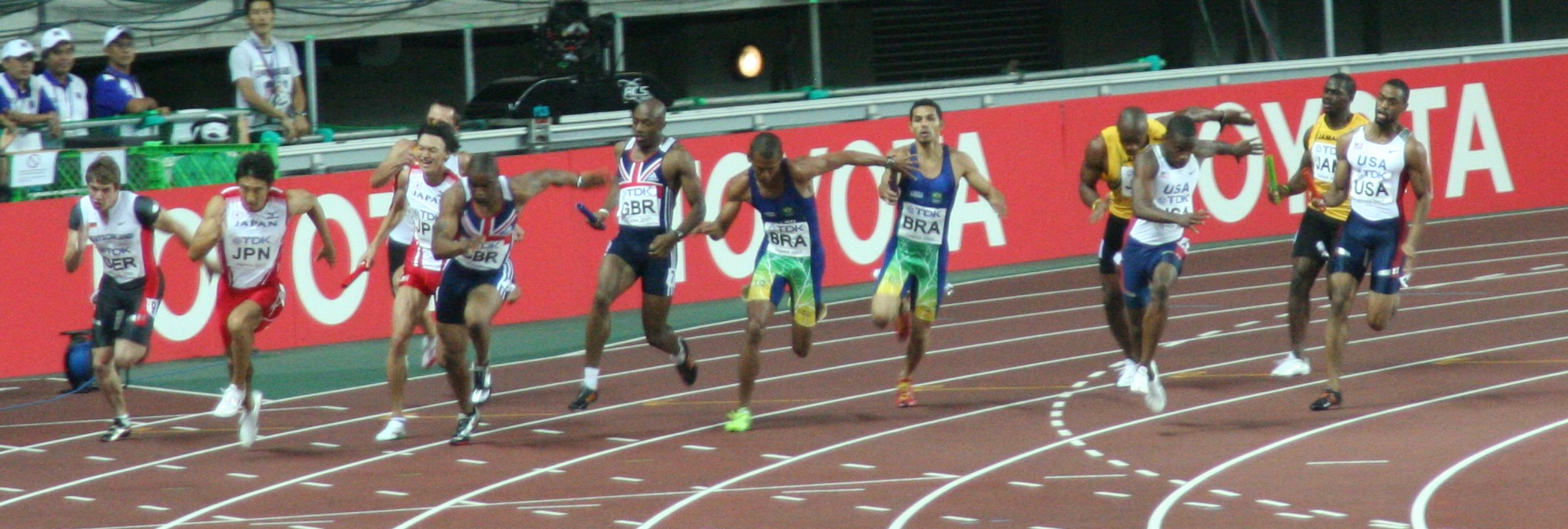
Finale, letzter Wechsel

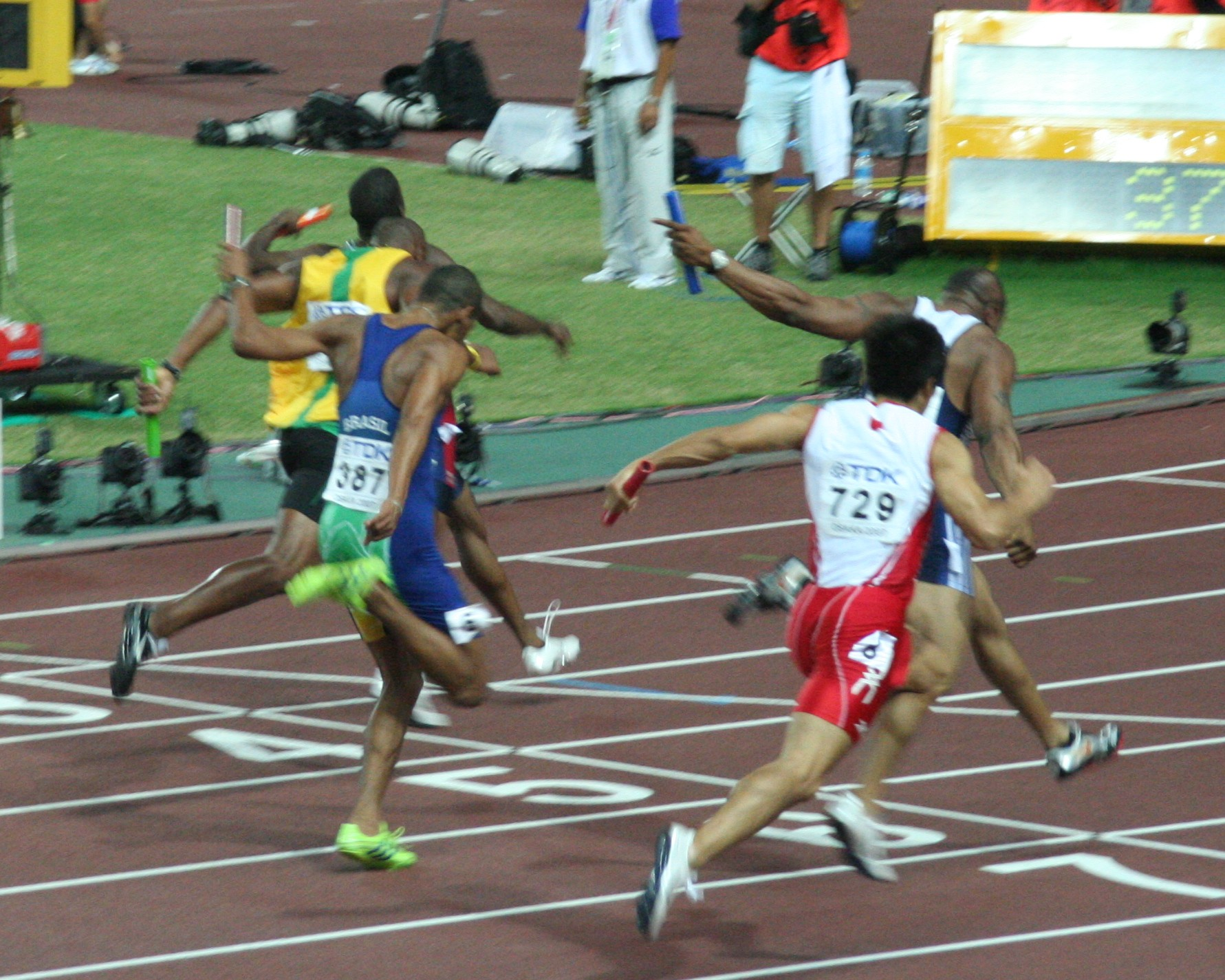
Finale, Zieleinlauf

1. September 2007, 22:20 Uhr
| Platz | Staffel        | Besetzung | Zeit (s) |
| ----- | -------------- | --- | -------- |
| 1     | USA            | Darvis Patton Wallace Spearmon Tyson Gay (Finale) Leroy Dixon im Vorlauf außerdem: Rodney Martin                         | 37,78 WL |
| 2     | Jamaika        | Marvin Anderson (Finale) Usain Bolt (Finale) Nesta Carter Asafa Powell im Vorlauf außerdem: Dwight Thomas Steve Mullings | 37,89 NR |
| 3     | Großbritannien | Christian Malcolm Craig Pickering Marlon Devonish Mark Lewis-Francis                                                     | 37,90    |
| 4     | Brasilien      | Vicente de Lima Rafael Ribeiro Basílio de Moraes Sandro Viana                                                            | 37,99    |
| 5     | Japan          | Naoki Tsukahara Shingo Suetsugu Shinji Takahira Nobuharu Asahara                                                         | 38,03 AS |
| 6     | Deutschland    | Ronny Ostwald Tobias Unger Alexander Kosenkow Julian Reus                                                                | 38,62    |
| DNF   | Polen          | Michał Bielczyk Łukasz Chyła Marcin Jędrusiński Dariusz Kuć                                                              |          |
| DNF   | Nigeria        | Obinna Metu Isaac Uchenna Chinedu Oriala Olusoji Fasuba                                                                  |          |

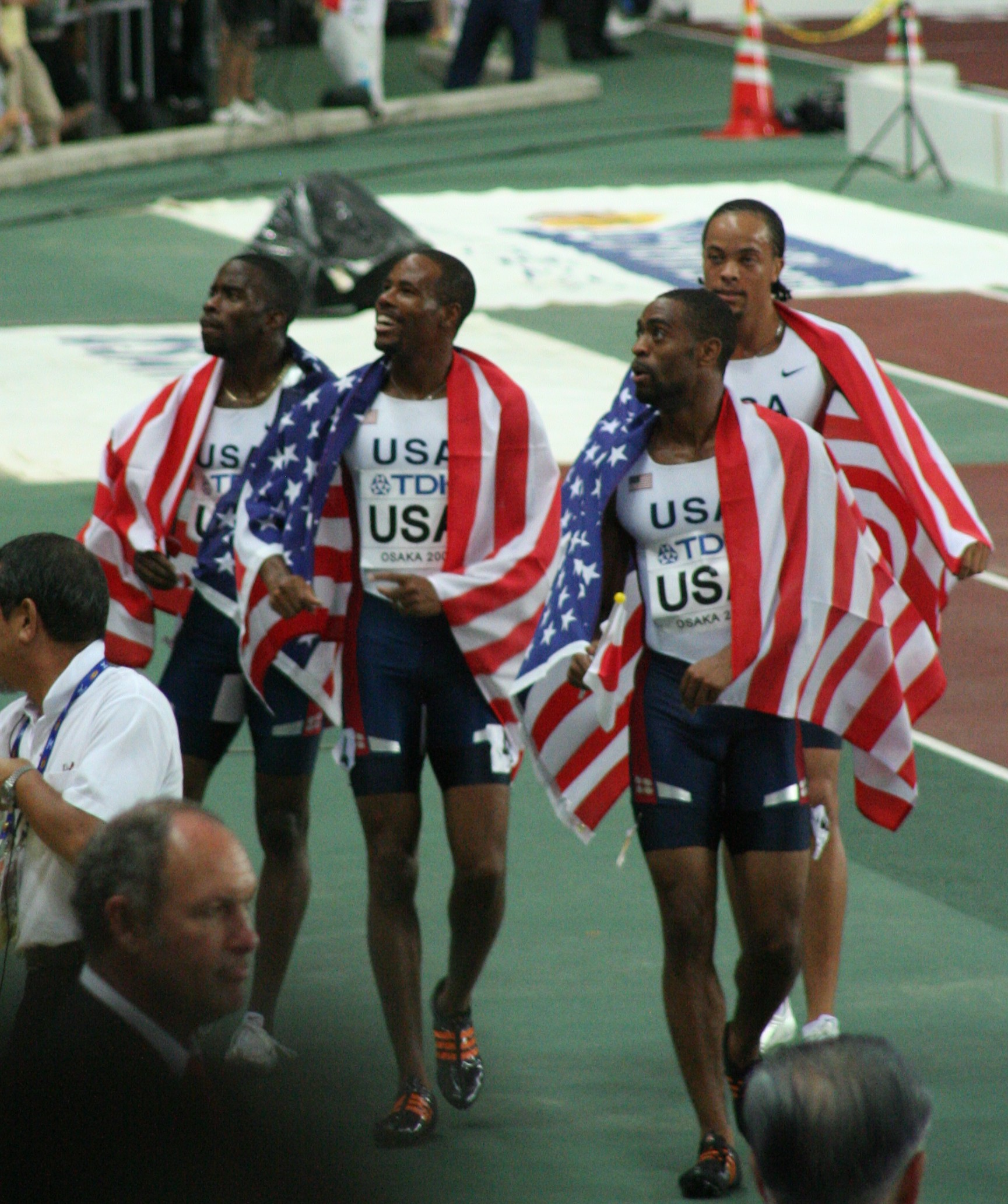
Das siegreiche US-Team nach dem Rennen
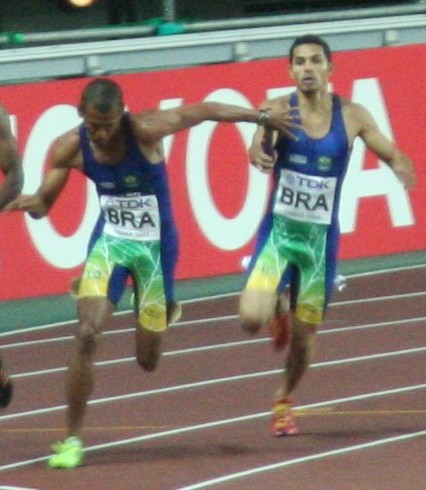
Brasilien beim letzten Wechsel: Basílio de Moraes übergibt den Stab an Sandro Viana